# Dolná Ves
Dolná Ves é um município da Eslováquia localizado no distrito de Žiar nad Hronom, região de Banská Bystrica.

## Demografia
| Ano:        | 1994 | 2004   | 2014   | 2024   |
| ----------- | ---- | ------ | ------ | ------ |
| Broj ljudi: | 242  | 227    | 235    | 234    |
| Razlika:    |      | -6,19% | +3,52% | -0,42% |

| Ano:               | 2023 | 2024   |
| ------------------ | ---- | ------ |
| Número de pessoas: | 231  | 234    |
| Diferença:         |      | +1,29% |